# (101723) Finger
(101723) Finger est un astéroïde de la ceinture principale.

## Description
(101723) Finger est un astéroïde de la ceinture principale. Il fut découvert le 13 mars 1999 à l'observatoire Goodricke-Pigott par Roy A. Tucker. Il présente une orbite caractérisée par un demi-grand axe de 2,54 UA, une excentricité de 0,14 et une inclinaison de 3,7° par rapport à l'écliptique.